# Ötvöskónyi
Ötvöskónyi ist eine ungarische Gemeinde im Kreis Nagyatád im Komitat Somogy. Die heutige Gemeinde entstand 1929 durch den Zusammenschluss der Orte Kónyi und Ötvös.

## Geografische Lage
Ötvöskónyi liegt 34 Kilometer südwestlich des Komitatssitzes Kaposvár und 6,5 Kilometer nördlich der Kreisstadt Nagyatád, 2 Kilometer westlich des Flusses Rinya. Nachbargemeinden sind Segesd, Beleg, Szabás, Bolhás und Somogyszob.

## Geschichte
Im Jahr 1913 gab es in der damaligen Kleingemeinde Kónyi 81 Häuser und 469 Einwohner auf einer Fläche von 2019 Katastraljochen, und in der Kleingemeinde Ötvös 110 Häuser und 723 Einwohner auf einer Fläche von 2793 Katastraljochen. Beide gehörten zu dieser Zeit zum Bezirk Nagyatád im Komitat Somogy. 1929 kam es zum Zusammenschluss der Orte Kónyi und Ötvös. Ötvöskónyi wurde 1984 an Nagyatád angegliedert und ist seit 1994 wieder eine eigenständige Gemeinde.

## Sehenswürdigkeiten
- Marienstatue
- Nepomuki-Szent-János-Statue (Barock)
- Reformierte Kirche, erbaut 1895, die Orgel wurde 1898 von József Angster gebaut
- Römisch-katholische Kapelle Havas Boldogasszony
- Ruinen des Báthori Burgschlosses aus dem 15. Jahrhundert
- Schloss Chernel–Czindery (Chernel–Czindery-kastély), erbaut 1895
- Weltkriegsdenkmal

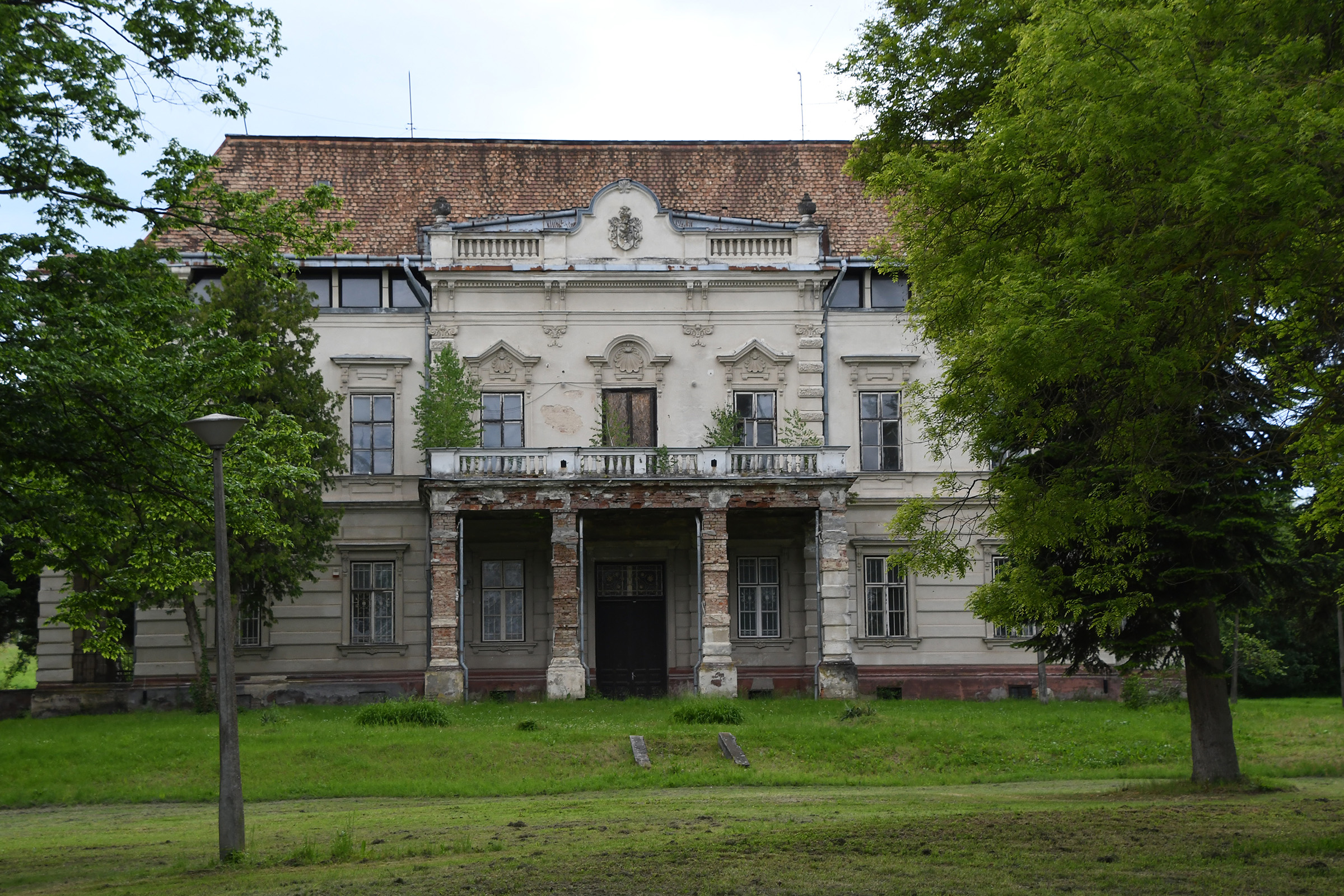
Schloss Chernel–Czindery
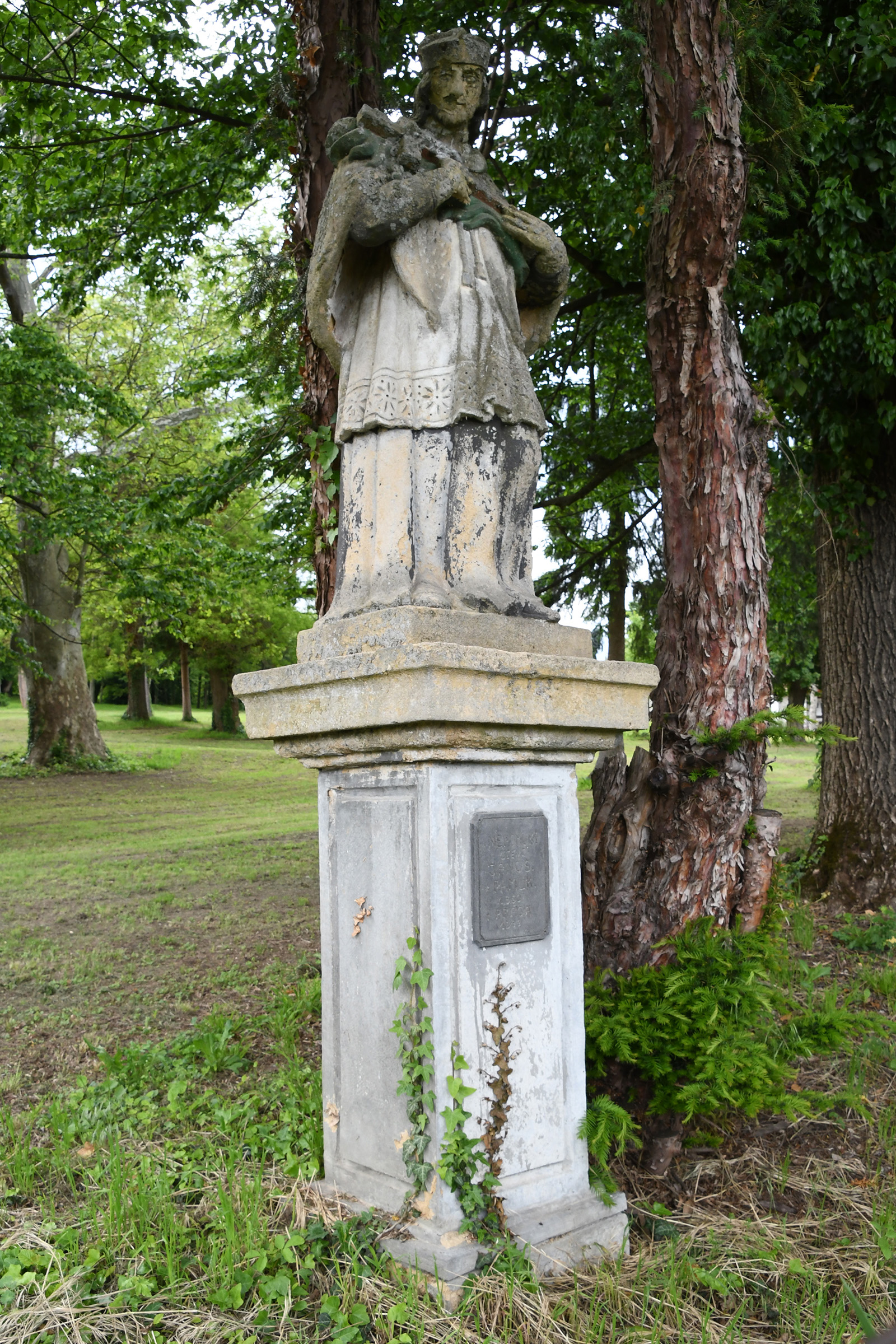
Nepomuki-Szent-János-Statue
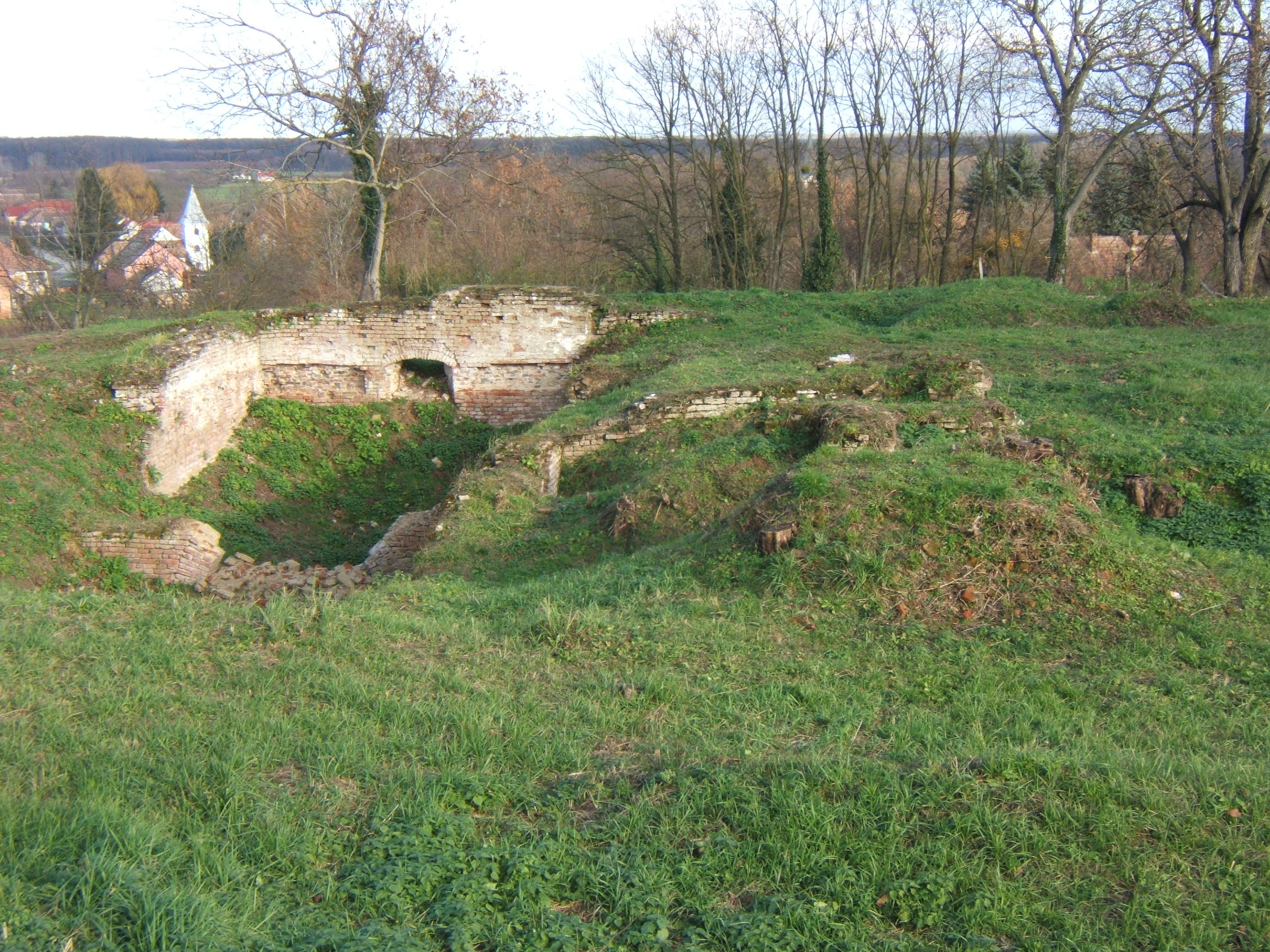
Ruinen des Báthori Bugschlosses

## Verkehr
Durch Ötvöskónyi verläuft die Hauptstraße Nr. 68, von der die Landstraße Nr. 6622 in Richtung Beleg abzweigt. Die Gemeinde ist angebunden an die Eisenbahnstrecke von Dombóvár nach Gyékényes.  Weiterhin bestehen Busverbindungen nach Nagyatád sowie über Böhönye, Marcali, Balatonmáriafürdő und Balatonszentgyörgy nach Keszthely.